# Estación de Barquinha
La Estación Ferroviaria de Barquinha, también conocida como Estación de Barquinha, es una plataforma de la Línea de la Beira Baixa, que sirve al ayuntamiento de Vila Nova da Barquinha, en el Distrito de Santarém, en Portugal.

## Características

### Localización y accesos
Esta plataforma tiene acceso por la travesía Gago Coutinho, en la localidad de Vila Nova da Barquinha.

### Descripción física
En enero de 2011, presentaba dos vías de circulación, con 417 y 401 metros de longitud; las dos plataformas tenían ambas 229 metros de extensión, y 45 centímetros de altura.

## Historia
El tramo entre las estaciones de Santarém y Abrantes entró en servicio el 1 de julio de 1861, como parte de la Línea del Este.